# لواء المزار الشمالی
لواء المزار الشمالی (به عربی: لواء المزار الشمالی) یک منطقهٔ مسکونی در اردن است که در استان اربد واقع شده‌است.